# Dakota City (Iowa)
Dakota City és una població dels Estats Units a l'estat d'Iowa. Segons el cens del 2000 tenia 911 habitants.

## Demografia
Segons el cens del 2000, Dakota City tenia 911 habitants, 356 habitatges, i 253 famílies. La densitat de població era de 475,3 habitants per km².
Dels 356 habitatges en un 38,5% hi vivien nens de menys de 18 anys, en un 57,3% hi vivien parelles casades, en un 9,6% dones solteres, i en un 28,9% no eren unitats familiars. En el 25% dels habitatges hi vivien persones soles l'11,5% de les quals corresponia a persones de 65 anys o més que vivien soles. El nombre mitjà de persones vivint en cada habitatge era de 2,56 i el nombre mitjà de persones que vivien en cada família era de 3,04.
Per edats la població es repartia de la següent manera: un 28% tenia menys de 18 anys, un 9,9% entre 18 i 24, un 31% entre 25 i 44, un 19,9% de 45 a 60 i un 11,3% 65 anys o més.
L'edat mediana era de 34 anys. Per cada 100 dones de 18 o més anys hi havia 94,1 homes.
La renda mediana per habitatge era de 33.977 $ i la renda mediana per família de 39.306 $. Els homes tenien una renda mediana de 30.250 $ mentre que les dones 23.229 $. La renda per capita de la població era de 15.441 $. Entorn del 5,2% de les famílies i el 6,6% de la població estaven per davall del llindar de pobresa.

## Poblacions més properes
El següent diagrama mostra les poblacions més properes.